# Ernest Lluch (metrostation)

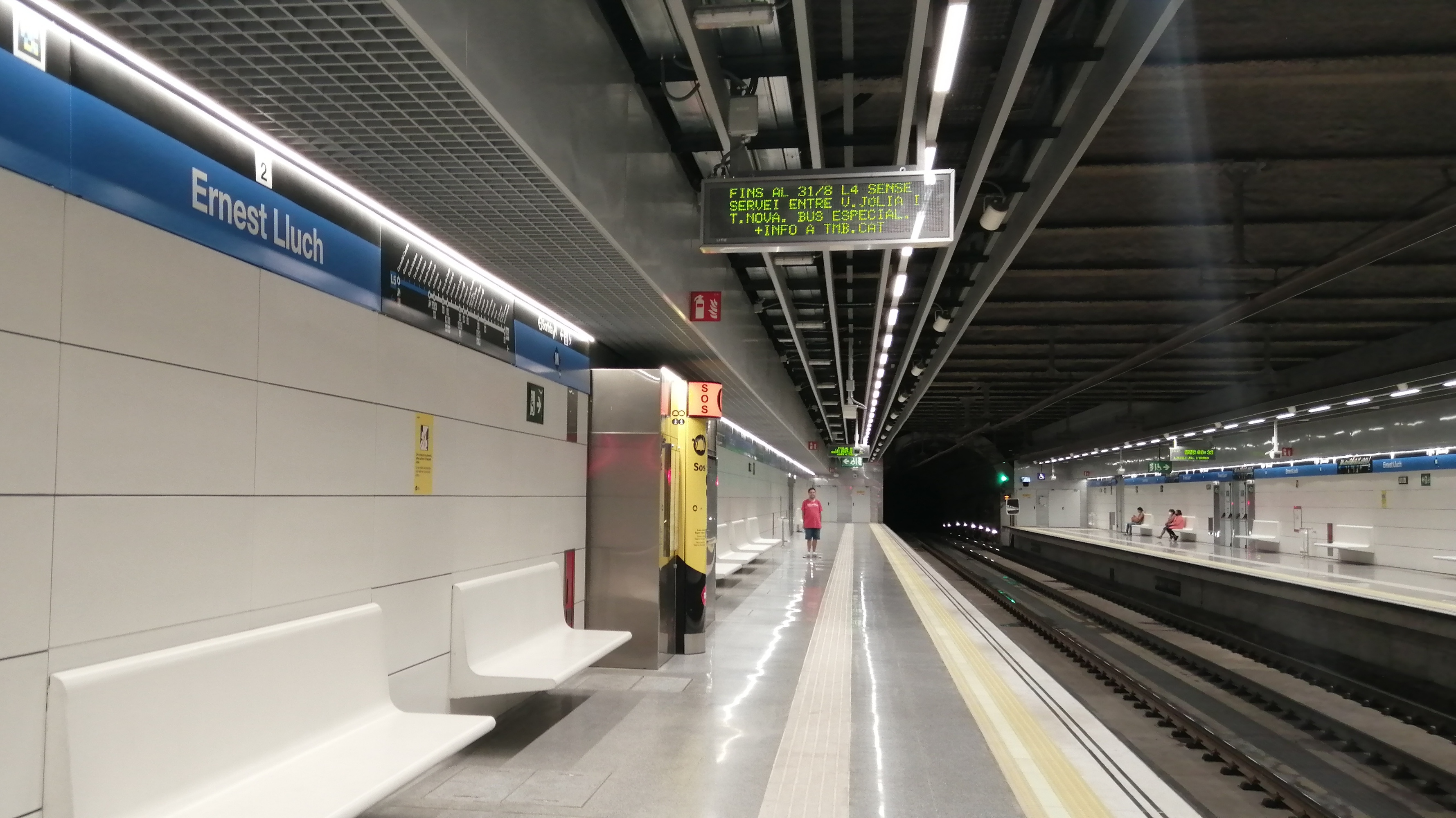
Het metrostation.

Het station Ernest Lluch is een metrostation in aanbouw aan lijn 5 van de Metro van Barcelona. Op dit moment is het al een Trambaixstation waar de lijnen T1,T2 en T3 stoppen. Dit station ligt tussen de l'Avinguda de Xile en la Carretera de Collblanc op de grens van het district Les Corts in Barcelona en L'Hospitalet de Llobregat.
Op dit moment wordt het station als spookstation beschouwd, omdat de graafwerkzaamheden al afgerond zijn, maar de overige werkzaamheden gestopt zijn wegens geldgebrek.
Cornellà Centre · Gavarra · Sant Ildefons · Can Boixeres · Can Vidalet · Pubilla Cases · Ernest Lluch · Collblanc · Badal · Plaça de Sants · Sants Estació · Entença · Hospital Clínic · Diagonal · Verdaguer · Sagrada Família · Sant Pau | Dos de Maig · Camp de l'Arpa · La Sagrera · Congrés · Maragall · Virrei Amat · Vilapicina · Horta · El Carmel · El Coll | La Teixonera · Vall d'Hebron